# Yarrow Shipbuilders

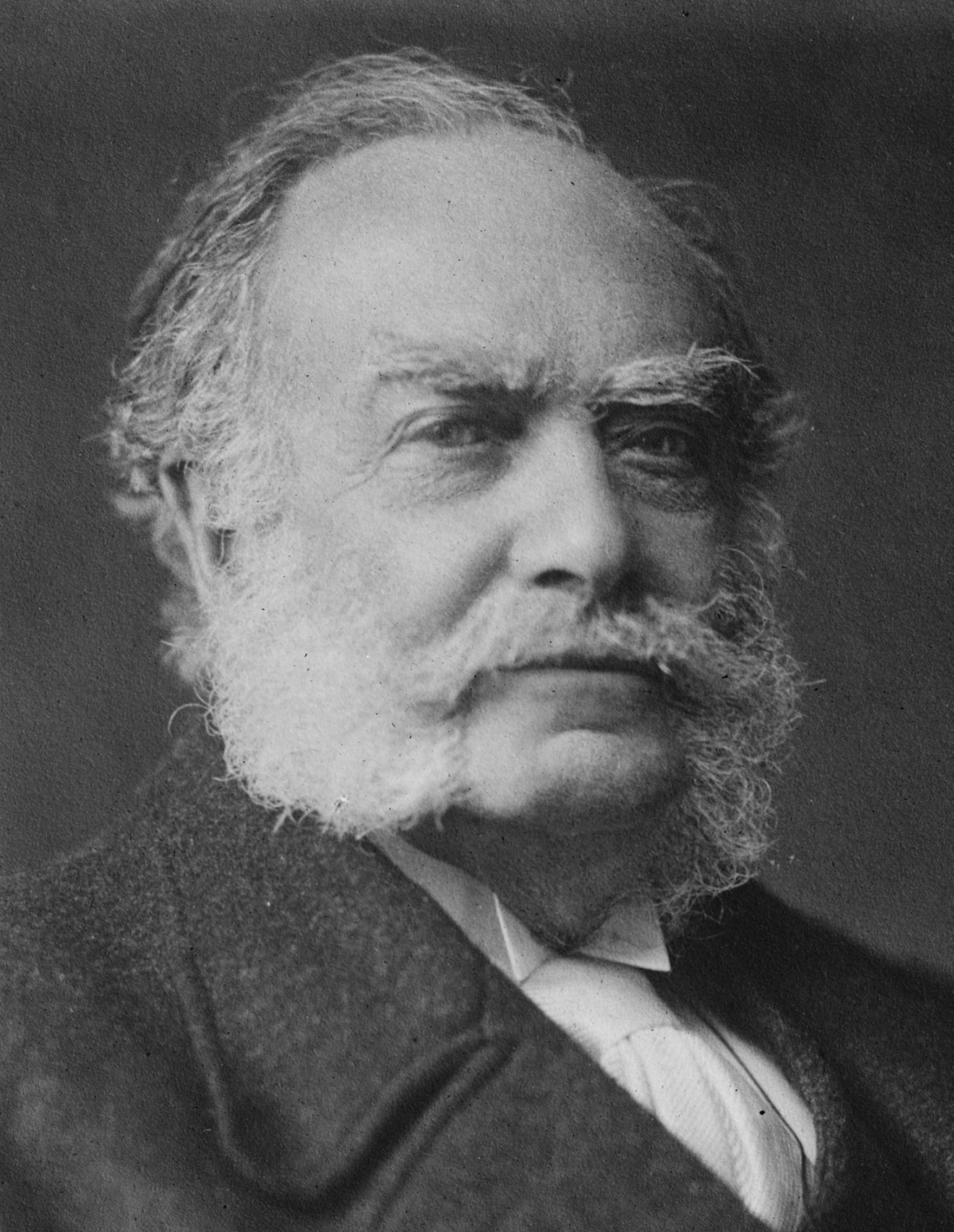
Der Unternehmensgründer
Sir Alfred F. Yarrow, 1. Baronet

Yarrow Shipbuilders, meist abgekürzt Yarrows genannt, ist eine Werft mit Sitz in Scotstoun, Glasgow am Fluss Clyde in Schottland. Die Werft wurde vor allem durch die Yarrow-Kessel und den Bau zahlreicher Zerstörer bekannt.

## Geschichte

### Anfangszeit
Gegründet wurde die Werft 1865 als Yarrow & Hedley von Alfred Fernandez Yarrow und einem Mr. Hedley. Beide brachten zusammen eine Summe von 1.000 Pfund auf und gründeten einen „Folly Shipyard“ genannten Schiffsreparaturbetrieb in Folly Wall, Isle of Dogs, Poplar, London an der Themse, auf dem sie bald unter anderem „steam launches“ bauten, kleine dampfgetriebene Boote, die bei längeren Reisen an Deck größerer Fahrzeuge gehievt werden konnten und zum Freischleppen bei Flaute sowie zum Übersetzen auf der Reede benutzt wurden. Zwischen 1868 und 1875 entstanden etwa 150 Steam Launches. Die Einkünfte daraus stellten das junge Unternehmen auf eine solide finanzielle Basis, mit der bald das Folly Public House erworben werden konnte, welches später das Zeichenbüro aufnahm. Ab 1871 entwarf man Torpedoboote, wovon man in den nächsten sieben Jahren 350 Stück baute. In der Zeit von 1877 bis zum Umzug nach Glasgow fertigte man weitere 65 Torpedoboote und entwickelte, neben Raddampfern aller Art, auch Tunnelpropellerschiffe.
Nach zehn Jahren verließ Mr. Hedley das Unternehmen, welches fortan als Yarrow & Co. firmierte und 1897 zur Limited Gesellschaft Yarrow & Co. Ltd. umgewandelt wurde. 1876 entstand ein Heckraddampfer für Südafrika, 1888 wurden vier benzinbetriebene steam launches hergestellt und 1890 folgen Kanonenboote für den Einsatz auf dem Sambesi und dem Shire. Neben anderen Innovationen der Yarrow & Co. Werft, wurde Aluminium weltweit erstmals im Jahre 1895 für die Konstruktion von Schiffen verwendet. Im Jahr 1897 folgte die Umwandlung zur Limited Gesellschaft und die Umbenennung in Yarrow Company Limited. Ab 1892 wurden mit dem Bau der HMS Havock und der 1893 folgenden HMS Hornet erste Erfahrungen mit dem Bau von Torpedobootzerstörern gesammelt, worauf etwa 30 weitere Zerstörer auf der Folly Werft folgten, was sich später, während der Serienproduktion von Kriegsschiffen im Ersten Weltkrieg, als Vorteil erweisen solle. 1904 fertigt man eine „Inverted Vertical Rotative Engine“ für die Wanstead Station des Metropolitan Water Board. Schon um die Jahrhundertwende folgten erste Überlegungen zum Umzug an einen anderen Platz, da es Unruhen in der Arbeiterschaft gab und, so begründete Yarrow den späteren Umzug, die Materialkosten in London zu hoch wären. 1906 wurde der Vertrag über den Erwerb des neuen Werftgeländes in Scotstoun geschlossen.

### Umzug und Erster Weltkrieg

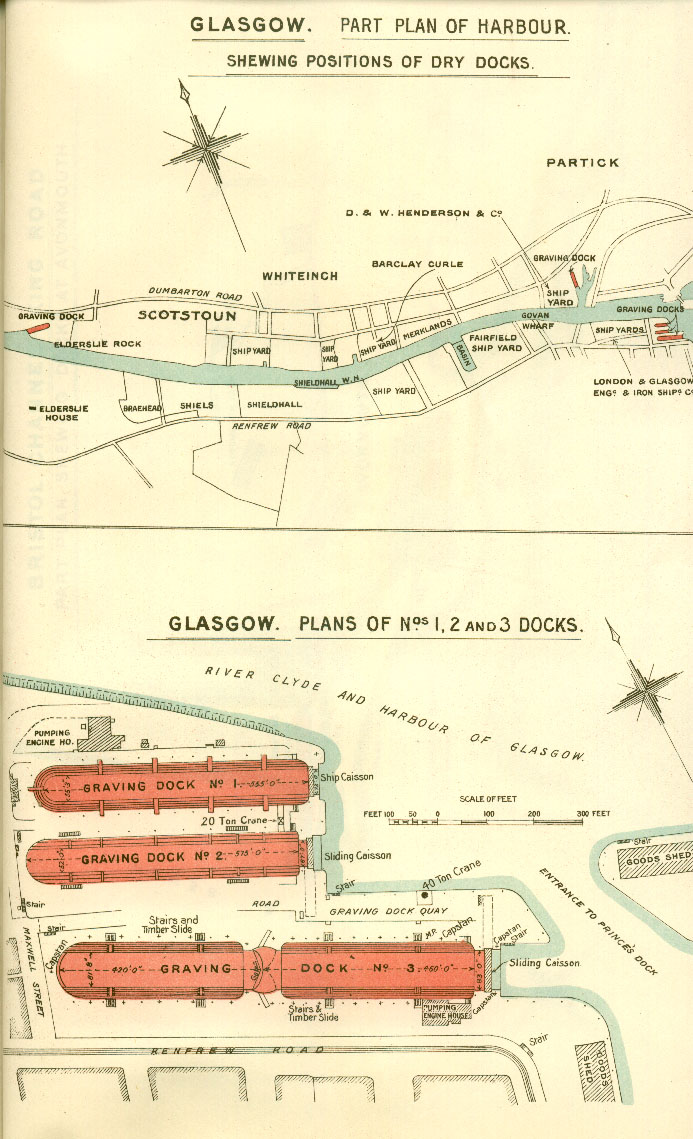
Scotstoun, Lageplan der Werften am Clyde (1909)

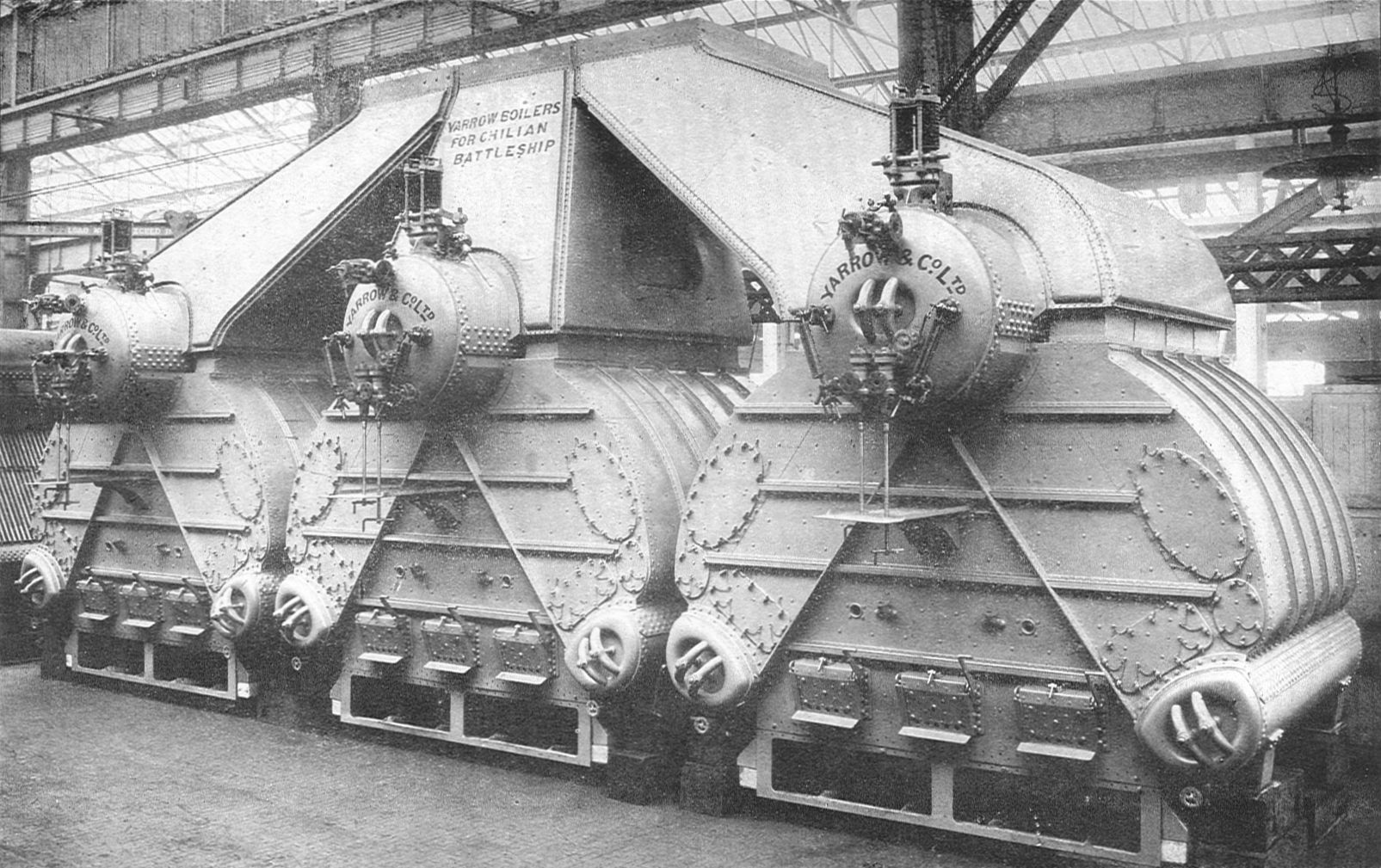
Yarrow-Dampfkessel

Zwischen 1906 und 1908 zog das Unternehmen schrittweise nach Scotstoun, Glasgow um, die Maschinen und das Material wurden zum Norden verschifft und die alte Folly Werft 1908 geschlossen. Mit dem Umzug kamen auch etwa 300 Beschäftigte der Folly Werft nach Scotstoun. Da den Arbeitern die angebotenen Wohnungen nicht gefielen, ließ Yarrow als Werkswohnungen die sogenannten Yarrow Cottages bauen.
Anlässlich des ersten Weihnachten nach dem Umzug, zahlte Yarrow allen Londoner Arbeitern eine Reise in die vorherige Heimat und kam auch für die Verluste auf, die seine Arbeiter beim Untergang eines Dampfers auf dieser Reise nach London erlitten.
1911 entsteht die Motoryacht Felicitas. Zu Beginn des Ersten Weltkriegs war man insbesondere mit der Produktion von schnellen Propellerfahrzeugen, wie Torpedobooten, Torpedobootzerstörern, aber auch sehr flachgehenden Fahrzeugen für Marine- und zivile Einsätze vertraut.
Besonderheit des Unternehmens waren die sogenannten „Yarrow-Type“ Wasserrohrdampfkessel. Während des Krieges wurden mit bis zu 2.000 Beschäftigten, 29 Zerstörer, 16 Kanonenboote, ein Unterseeboot, drei Hospitalschiffe und ein Werkstattschiff für die Royal Navy hergestellt. 1916 wurde Alfred Yarrow als erblicher Baronet, of Homestead, geadelt.

### 1918 bis 1945
Direkt nach dem Ersten Weltkrieg baute man wieder Frachtschiffe, Küstenschiffe, Yachten, aber auch eine Serie von Flussdampfern für China. Aufgrund des folgenden Auftragsmangels wurde das Unternehmen 1921 aufgelöst, um schon im darauffolgenden Jahr von Alfred Yarrows Sohn, Harold Edgar Yarrow als Aktiengesellschaft unter dem gleichen Namen wiedereröffnet zu werden und zunächst mit 24 Beschäftigten Dampfkessel für Landbetriebe zu bauen. Erst später in den 1920er Jahren konnten wieder erste Schiffbauaufträge gewonnen werden. Mit einer Reihe von Aufträgen der britischen Admiralität zum Bau von weiteren Zerstörern und Kanonenbooten lebte die Werft wieder auf. 1926 wurde der Name auf Yarrow Shipbuilders geändert und während der kommenden 1930er Jahre füllte sich das Orderbuch mit Aufträgen der Royal Navy. Ende der 1930er Jahre betrieb Yarrows zwei weitere Werften in British Columbia und Jugoslawien.
Während des Zweiten Weltkriegs baute man 18 Zerstörer, acht Sloops und zwei Flusskanonenboote. 1941 wurde die Werft durch einen deutschen Bombenangriff schwer beschädigt, wobei 47 Werftarbeiter den Tod fanden.

### Nachkriegszeit
Nach dem Zweiten Weltkrieg (1946) wurde bei Yarrows die Marineforschungsabteilung Yarrow Admiralty Research Department (Y-ARD) gegründet. Man war jedoch für das folgende Jahrzehnt mit dem Handelsschiffbau beschäftigt. Man fertigte auch CKD-Bausätze von flachgehenden Fahrzeugen für Abnehmer in aller Welt. Erst in den 1950ern nahm man auch den Marineschiffbau wieder im größeren Maße auf und stellte Fregatten und Küstenschutzschiffe her, was die Zahl der Mitarbeiter auf 2.500 steigen ließ.
In den 1960ern beschäftigte man sich intensiv mit nuklearen Schiffsantrieben. 1962 starb Sir Harold Yarrow. 1966 übernahm Yarrow die Blythswood Shipbuilding Company und das Schiffbauunternehmen wurde unter dem Namen Yarrow (Shipbuilders) Ltd als Tochterunternehmen unter dem Dach der Holdinggesellschaft Yarrow & Co Ltd weitergeführt. Ebenfalls in diese Zeit fiel, neben der Produktion von Handelsschiffen, der Bau dreier Forschungsschiffe und später der Leander-Klasse Fregatten. 1968 wurde Yarrow Shipbuilders Ltd, aufgrund der Empfehlungen des Geddes Report, zusammen mit Fairfield Shipbuilders in Govan, Alexander Stephen and Sons in Linthouse, Charles Connell & Company in Scotstoun und John Brown & Company aus Clydebank zu Upper Clyde Shipbuilders zusammengeschlossen. Schon nach drei Jahren wurde die Schiffbaugruppe insolvent. Von der Tory-Regierung unter der Führung von Edward Heath wurden benötigte Kredite von weiteren sechs Millionen Pfund nicht gewährt, woraufhin es statt der erwarteten Protestaktionen und Streiks zum historischen „Work-in“ kam, einer Art „Protest durch Weiterarbeiten“. Durch die ungewöhnliche Strategie der Gewerkschaften gewann man die Sympathie großer Bevölkerungskreise und schaffte es schließlich im Februar 1972 die Regierung zum teilweisen Einlenken zu bewegen. Yarrows und Fairfields wurden zu Govan Shipbuilders zusammengeschlossen und wieder regulär in Betrieb genommen. 1975 übernahm die Werft die Docks von Barclay Curle & Co Ltd in Glasgow.
Am 1. Juli 1977 wurde Yarrows in die staatliche British Shipbuilders Corporation eingegliedert. Der Schiffbaubetrieb lief mit der Herstellung einer großen Serie von 22 Fregatten weiter (bis 1994). Im Jahr 1985 erfolgte der Verkauf an die GEC-Marconi und die Reprivatisierung unter dem Namen Marconi Marine (YSL). Als Marconi Electronic Systems 1999 an British Aerospace verkauft wurde, entstand BAE Systems. Aus Marconi Marine (YSL) wurde BAE Systems Marine (YSL). Seit dem Jahr 2008 wird die traditionsreiche Yarrows-Werft nun als Teil der BVT Surface Fleet, einem Joint Venture von BAE Systems und der VT Group, ehemals Vosper Thornycroft betrieben.